# Onthophagus vigilans
Onthophagus vigilans är en skalbaggsart som beskrevs av Antoine Boucomont 1921. Onthophagus vigilans ingår i släktet Onthophagus och familjen bladhorningar. Inga underarter finns listade i Catalogue of Life.